# Alexandru Marghiloman
 Alexandru Marghiloman , né selon les sources le 26 janvier, le 27 janvier, ou le 4 juillet 1854 à Buzău, mort le 10 mai 1925 dans la même ville, est un homme d'État, président du Conseil des ministres du royaume de Roumanie en 1918.

## Biographie
Alexandru Marghiloman fait ses études secondaires au célèbre collège national Saint-Sava de Bucarest. Il poursuit des études supérieures en droit à Paris.
En 1884, Alexandru Marghiloman a été élu au Parlement roumain en tant que membre du parti Conservateur. En 1888, il rejoint le gouvernement.
Il succède à Alexandru Averescu au poste de président du Conseil des ministres du 15 mars 1918 au 24 octobre 1918. Il est germanophile.
Il a soutenu la coopération entre l'Empire allemand et l'Autriche-Hongrie au sein de la Triple Alliance au début de la Première Guerre mondiale. Il fut favorable à la neutralité de la Roumanie. Son pays resta neutre jusqu'en 1916, date à laquelle elle est entrée aux côtés des Alliés et ce fut la raison pour laquelle il refusa un siège dans le gouvernement libéral de Ion I. C. Brătianu. L'Allemagne occupa alors le pays, et Alexandru Marghiloman devint responsable de la Croix-Rouge roumaine et joua les intermédiaires entre l'Allemagne et les autorités roumaines. Il refusa néanmoins la proposition allemande de former un contre-pouvoir au roi roumain Ferdinand Ier de Roumanie. Le 7 mai 1918, il signa le Traité de Bucarest qui était très restrictif pour son pays. 
Ce traité ne fut jamais ratifié par les représentants roumains. À la suite de l'Armistice de 1918 signé à Compiègne, son gouvernement, favorable au Reich, tombe et est remplacé par celui, pro-allié de Constantin Coandă.
Alexandru Marghiloman était aussi un éleveur de chevaux qui remportèrent de nombreuses courses en Roumanie.  Il possédait un vaste domaine, la Villa Albatros à Buzau, qui fut pendant longtemps un lieu de rencontre pour les politiciens conservateurs.
Marghiloman donna son nom au café Marghiloman, sorte de café turc, bouilli dans du rhum.